# Ips typographus
Il bostrico tipografo, o bostrico dell'abete rosso (Ips typographus (Linnaeus, 1758)) è un insetto dell'ordine dei coleotteri e della famiglia dei curculionidi.

## Descrizione

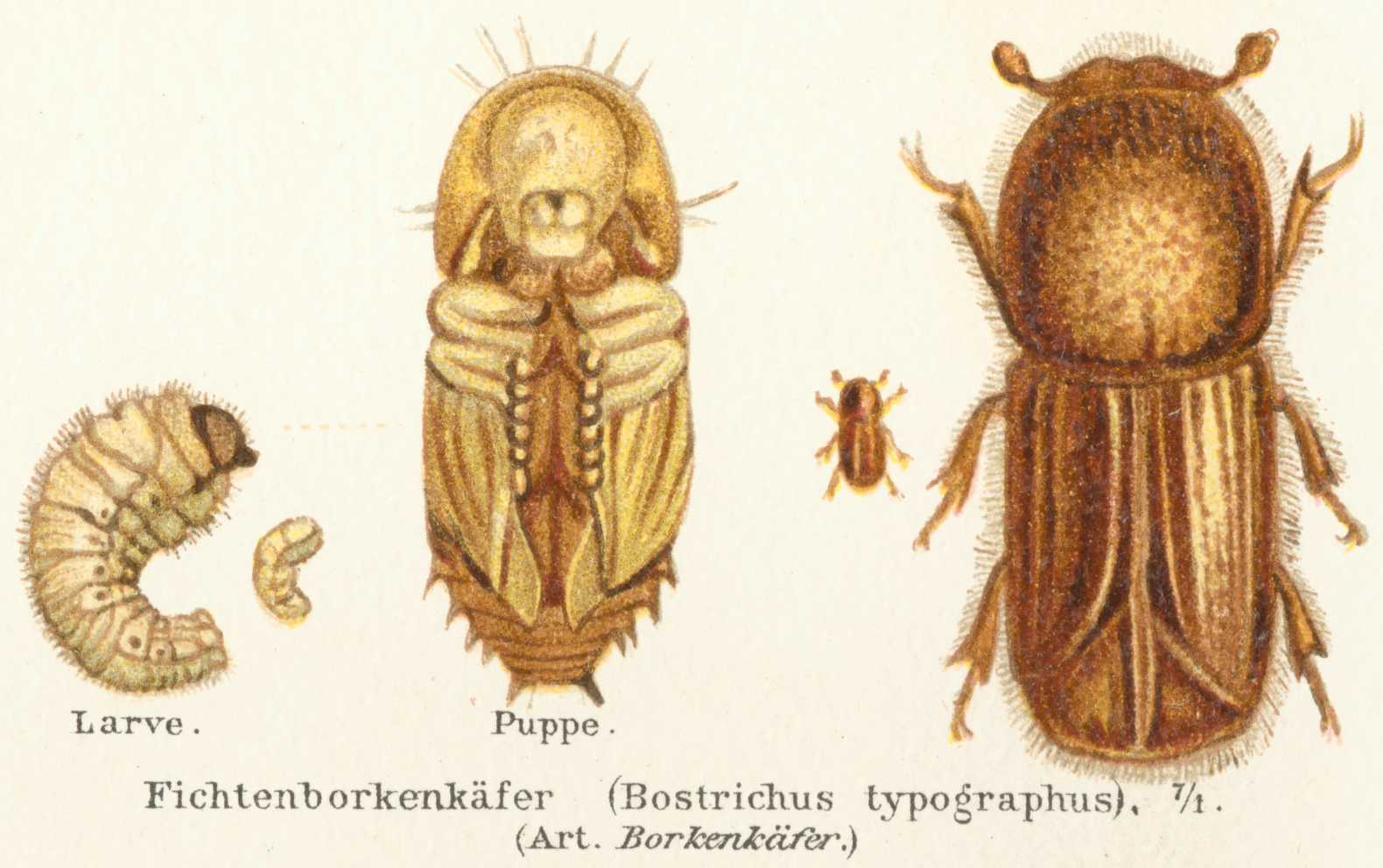
Illustrazione di larva, pupa e adulto tratta da un'edizione del 1888 del Meyers Konversations-Lexikon

L'adulto ha un corpo breve (da 4,2 a 5,5 mm), di forma grossomodo cilindrica, dentellato sul retro, ed è in grado di volare fino a 4 km per trovare del legno adatto alla riproduzione; il colore può variare dal nero al marrone o al rossiccio, e il corpo è ricoperto da peli giallognoli sui lati e sul fronte. 
Le larve sono biancastre con capo arancione, prive di zampe, lunghe 5 mm prima dell'impupamento; le pupe sono di un bianco cereo, lunghe circa 4 mm. 

## Biologia
La riproduzione incomincia all'inizio della primavera (ma variando a seconda del clima): i maschi di questa specie costruiscono una "camera nuziale" sotto la corteccia degli alberi ospiti, procedendo quindi ad emettere feromoni che attraggono fino a quattro femmine: queste ultime scavano a loro volta delle gallerie che si dipartono dalla camera, in ciascuna delle quali vengono deposte circa 50 uova; la deposizione delle uova può richiedere anche tre settimane, e le prime arrivano a schiudersi anche prima che le ultime vengano deposte. Alla nascita, la larva si nutre del legno, scavando ulteriori gallerie (sempre sotto la corteccia) che si diramano da quella di partenza, andando a formare un disegno caratteristico che dà al bostrico tipografo il suo nome. 
Una volta pronta, la larva si impupa al termine della galleria: i giovani adulti, una volta spupati, continuano a nutrirsi del legno per un certo periodo, uscendo dalla corteccia tramite dei buchi larghi 2-3 mm. Normalmente vi sono due generazioni all'anno; se la seconda generazione non riesce a maturare prima dell'arrivo dell'inverno, può terminare il processo la primavera seguente; anche gli adulti svernano, generalmente rifugiandosi nei detriti organici nei pressi dell'albero, oppure anche sotto la corteccia dell'albero stesso.

### Specie colpite e danni
Si tratta di un parassita considerato molto pericoloso, che colpisce principalmente gli abeti rossi (Picea abies), ma attacca anche Picea orientalis, Picea jezoensis, e le specie dei generi Pinus e Abies. Gli aghi delle piante colpite diventano giallognoli e quindi rossiccio-marroncini, per poi cadere nel giro di alcune settimane, partendo da quelli più in cima; la presenza del bostrico tipografo può inoltre essere notata dagli escrementi che lascia negli anfratti della corteccia, dalla presenza dei buchi di uscita dell'adulto e di accumuli di resina espulsi dalla corteccia.
Normalmente, il bostrico tipografo attacca e si riproduce nel legno malato o già morto, ad esempio alberi caduti, ceppi o tronchi tagliati; durante un'infestazione colpisce invece anche gli alberi sani, e nei casi più gravi, o in concomitanza con altri tipi di danno preesistenti (come incendi, tempeste e guerre), questo insetto può portare alla morte intere foreste. Oltre a ciò, analogamente ad altre specie che si nutrono di corteccia, il bostrico tipografo è un vettore del fungo Ceratocystis polonica, e di funghi del genere Ophiostoma, che danneggiano a loro volta il legno.

### Lotta
La misura più efficace per combattere le infestazioni del bostrico tipografo è la rimozione degli alberi colpiti e di tutto il potenziale materiale riproduttivo (alberi deboli o caduti, tronchi con corteccia, ecc) prima che la nuova generazione di adulti emerga dalla corteccia. Sono funzionali anche le tecniche per rafforzare gli alberi, nonché trappole ai feromoni o "alberi-trappola".
Tra i predatori naturali di questo coleottero figura il tanasimo formicario (Thanasimus formicarius); esso è inoltre suscettibile a parassitosi da parte del fungo Beauveria bassiana.

## Distribuzione e habitat
Il bostrico tipografo è nativo delle foreste di conifere dell'Asia settentrionale e dell'Europa, e si è successivamente diffuso anche nelle piantagioni di abeti in Europa occidentale, nonché negli Stati Uniti; gravi infestazioni sono state segnalate in diversi paesi, inclusi Italia, Germania, Repubblica Ceca, Polonia, Slovacchia, Svezia e Norvegia.